# Forza (série de jeux vidéo)
Pour les articles homonymes, voir Forza.
Forza est une série de jeux vidéo de simulation/arcade de course développé par Playground Games et Turn 10 et édité par Xbox Game Studios sortie sur Xbox, Xbox 360, Xbox One, Xbox Series ainsi que sur Microsoft Windows.
La franchise est principalement divisée en deux titres : la série originale Forza Motorsport développée par le développeur américain Turn 10 Studios, qui se concentre principalement sur des événements et des séries de course sur piste de style professionnel autour d'une variété de pistes réelles et fictives, et la série Forza Horizon principalement développée par le développeur britannique Playground Games, qui tourne autour d'un festival de course et de musique fictif appelé le "Festival Horizon" et propose des environnements de monde ouvert dans des représentations fictives de zones du monde réel dans lesquelles les joueurs peuvent librement se déplacer et participer à des événements de course. Jusqu'en 2019, chaque tranche de la série de franchise a alterné sur une base biennale ; les entrées des Motorsport ont été publiées les années impaires, tandis que les entrées d'Horizon ont été publiées les années paires. Ce modèle a été modifié en raison de l'absence d'un nouveau Motorsport en 2019.

## Titres
| 2005 | Forza Motorsport   |
| 2006 |                    |
| 2007 | Forza Motorsport 2 |
| 2008 |                    |
| 2009 | Forza Motorsport 3 |
| 2010 |                    |
| 2011 | Forza Motorsport 4 |
| 2012 | Forza Horizon      |
| 2013 | Forza Motorsport 5 |
| 2014 | Forza Horizon 2    |
| 2015 | Forza Motorsport 6 |
| 2016 | Forza Horizon 3    |
| 2017 | Forza Motorsport 7 |
| 2018 | Forza Horizon 4    |
| 2019 | Forza Street       |
| 2020 |                    |
| 2021 | Forza Horizon 5    |
| 2022 |                    |
| 2023 | Forza Motorsport   |

### Motorsport

#### Forza Motorsport(2005)
Forza Motorsport a été publié en 2005 et est le premier opus de la série Forza Motorsport. C'est le seul titre de la série à sortir sur la Xbox d'origine. Il est jouable sur la Xbox 360 via la rétrocompatibilité sur la nouvelle plate-forme. Il comprend 231 voitures et plusieurs circuits du monde réel et fictifs. Il a également présenté le multijoueur en ligne via Xbox Live.

#### Forza Motorsport 2(2007)
Forza Motorsport 2 est la première suite de Forza Motorsport et le premier titre Xbox 360 de la série. Le volant de course sans fil Microsoft Xbox 360 a été développé pour Forza Motorsport 2 et est conçu pour fonctionner avec le jeu. Avant la sortie du jeu, Microsoft a lancé Forza Motorsport Showdown, une mini-série télévisée en quatre parties sur Speed. L'émission a été produite par Bud Brutsman et animée par Lee Reherman.

#### Forza Motorsport 3(2009)
Forza Motorsport 3 comprend plus de 400 voitures de personnalisation (plus de 500 voitures dans la version Ultimate Collection) de 50 fabricants et plus de 100 variantes de pistes de course avec la possibilité de piloter jusqu'à huit voitures sur la piste à la fois. Ces voitures vont des voitures de série aux voitures de course comme celles de l'American Le Mans Series. Lors de la conférence de presse Microsoft E3 2009 où le jeu a été présenté pour la première fois, Turn 10 a dévoilé la fonction de rembobinage (un peu comme la fonction « flashback » de Codemasters sur Race Driver: Grid, F1 2009 et DiRT 2), qui permet au joueur de remonter le temps pour corriger les erreurs précédentes commises sur la piste. La fonction de rembobinage n'a pas de limite sur le nombre de fois qu'elle peut être utilisée, mais après, le joueur doit attendre 30 secondes avant de pouvoir revenir en arrière. C'est aussi le premier jeu de la franchise à proposer une caméra de cockpit et à disposer de véhicules utilitaires sport.

#### Forza Motorsport 4(2011)
Pour Forza Motorsport 4, Turn 10 Studios s'est associé à la série Top Gear (BBC) (et à son homologue américain ) pour que Jeremy Clarkson, parmi d'autres hôtes de Top Gear, fasse des voix pour les descriptions, les titres de course et le nouveau mode Auto-vista (aussi appelé Forzavista), qui permet aux joueurs pour explorer une certaine sélection de voitures en détail. Le jeu est également le premier de la franchise à utiliser le capteur Kinect. Les joueurs peuvent utiliser le capteur pour tourner la tête de chaque côté, et le jeu suit dynamiquement dans un mouvement similaire, en tournant la caméra de jeu sur le côté. C'est le dernier Forza Motorsport sorti sur Xbox 360.

#### Forza Motorsport 5(2013)
Forza Motorsport 5 est un titre de lancement Xbox One, le cinquième de la série Motorsport et le sixième jeu de la série Forza. Le jeu a développé le partenariat Top Gear en demandant à Richard Hammond et James May de commenter aux côtés de Clarkson. Le jeu a d'abord été confirmé par le Se-bull de Microsoft France. Le jeu est sorti en 2013.

#### Forza Motorsport 6(2015)
Dans le cadre d'un accord de développement avec Ford Motor Company, Turn 10 Studios a eu un accès direct à l'équipe de conception de la super-voiture Ford GT 2017, qui est le véhicule de couverture du jeu. Forza Motorsport 6 est sorti le 15 septembre 2015 sur Xbox One. Une version Windows 10 gratuite du jeu, connue sous le nom de Forza Motorsport 6: Apex, est sortie en version bêta le 5 mai 2016. Le 6 septembre 2016, elle a été retirée de la version bêta et est devenue un ajout complet au la franchise.

#### Forza Motorsport 7(2017)
Forza Motorsport 7 a été développé pour Windows 10 et Xbox One. Le jeu est sorti le 3 octobre 2017. Ce jeu comprend de nombreuses pistes, dont le retour de Maple Valley Raceway, la dernière piste fictive incluse dans Forza Motorsport 4. Forza Motorsport 7 possède le plus grand ensemble de véhicules jouables de tous les jeux Forza à ce jour, avec 830 voitures. 700 voitures sont incluses dans le jeu de base, tandis que 130 ont été ajoutées plus tard en tant que contenu téléchargeable.

#### Forza Motorsport(2023)
Le dernier ajout à la franchise a été annoncé lors du Xbox Games Showcase de Microsoft, simplement intitulé Forza Motorsport. Le jeu sort le 10 octobre 2023 et est le premier jeu de la franchise Forza à sortir sur Xbox Series. C'est le premier jeu Forza Motorsport à s'écarter du calendrier de sortie biennal de la franchise.[réf. nécessaire]

### Horizon

#### Forza Horizon(2012)
Forza Horizon est le premier jeu en monde ouvert de la série. Il est basé sur un festival fictif appelé Horizon Festival, qui se déroule dans l'État américain du Colorado. Le jeu intègre de nombreux aspects de gameplay différents des titres précédents de Forza Motorsport, comme la grande variété de voitures, la physique réaliste et les graphismes haute définition. Le but est de progresser dans le jeu en obtenant des "Bracelets" en conduisant rapidement, en détruisant des biens, en remportant des courses et d'autres types de conduite. Horizon présente la physique de Forza Motorsport 4, qui ont été optimisés pour fonctionner sur les 65 variantes de terrain dites présentes dans le jeu. Les joueurs peuvent conduire hors route dans certaines zones, tandis que d'autres sont limités par des garde-corps ou d'autres moyens. Horizon permet au joueur de modifier la voiture sélectionnée dans le garage en modifiant de nombreuses fonctionnalités à la fois en interne et en externe sur une voiture. On peut également obtenir des voitures en remportant des courses avec des pilotes aléatoires dans la rue, en remportant des courses compétitives plus importantes et en trouvant des granges contenant des voitures au trésor qui ne peuvent autrement être achetées via le salon automobile du jeu ou par la course. Ce jeu est également rétrocompatible avec la Xbox One.

#### Forza Horizon 2(2014)
Forza Horizon 2 a été développé pour la Xbox 360 et la Xbox One. Le jeu se déroule dans le sud de la France et dans le nord de l'Italie. La version Xbox One a été développée par le développeur Horizon Playground Games, avec l'aide de Turn 10 Studios. La version Xbox 360 a été développée par Sumo Digital. La version Xbox One a introduit un système météorologique dynamique dans la série. Une extension, Forza Horizon 2: Storm Island, est sortie le 16 décembre 2014. Une extension autonome de promotion croisée appelée Forza Horizon 2 présente Fast & Furious est sortie en mars 2015 pour la Xbox 360 et la Xbox One. C'est le dernier Forza de Xbox 360 et le DLC était exclusif pour Xbox One uniquement. L'intrigue de l'extension consiste à collecter dix voitures en utilisant des voitures spécialement modifiées dans différents événements pour les obtenir.

#### Forza Horizon 3(2016)
Forza Horizon 3 a été développé pour Windows 10 et Xbox One. Le jeu se déroule en Australie et le joueur est représenté dans le jeu comme l'hôte du Festival Horizon lui-même. Le jeu a été lancé le 27 septembre 2016 (23 septembre pour les propriétaires de l'édition ultime). Le jeu a été lancé avec plus de 350 voitures et est le premier jeu de la série à être lancé sur Microsoft Windows et Xbox One. Une extension intitulée Blizzard Mountain est sortie le 13 décembre 2016, avec une zone de neige avec le nom donnant des tempêtes de blizzard et huit nouvelles voitures. Une deuxième extension sur le thème de Hot Wheels a été publié le 9 mai 2017. Cette extension comprend une nouvelle zone appelée "Thrilltopia" et ajoute une piste Hot Wheels orange et bleue avec des boucles, des sauts, des tire-bouchons, des boost pads, des half-pipes et plus encore. L'expansion comprend également dix nouvelles voitures. En décembre 2016, Forza Horizon 3 a vendu environ 2,5 millions d'unités.

#### Forza Horizon 4(2018)
Forza Horizon 4 a été développé pour la Xbox One et Windows 10. Le jeu se déroule au Royaume-Uni et propose un jeu dynamique et des saisons qui changent tous les jeudis dans le monde réel. Il est sorti le 2 octobre 2018 (28 septembre pour les joueurs Ultimate Edition). La voiture de couverture est la McLaren Senna. Le 13 décembre 2018, l'extension Fortune Island a été publiée, avec la Lamborghini Urus 2019 comme voiture de couverture. Le 13 juin 2019, l'extension Lego Speed Champions est sortie dans le monde entier avec une version Lego de la McLaren Senna comme voiture de couverture. Le jeu a connu de nombreux partenariats, notamment avec le jeu Cyberpunk 2077, l'écurie automobile Hoonigan ou encore les séries de jeux Halo et Final Fantasy.

#### Forza Horizon 5(2021)
Forza Horizon 5 a été développé pour la Xbox One, Xbox Series et Windows 10. Le jeu se déroule au Mexique. Il est sorti le 9 novembre 2021. La jaquette du jeu est la Mercedes-AMG One.

### Hors-série

#### Forza Street(2019)
Forza Street est un jeu de course gratuit développé par Electric Square qui a été initialement publié pour Windows 10 sous le nom de Miami Street le 8 mai 2018. Le jeu a été renommé en tant que titre Forza le 15 avril 2019, et a également été publié pour iOS et Android le 5 mai 2020. Une version Nintendo Switch du jeu aurait également été en cours de développement. Forza Street utilise le moteur de jeu Unreal Engine 4, contrairement au moteur interne de la série, ForzaTech. Contrairement au principaux titres de Motorsport et Horizon, Street propose des courses de rue courtes et rapides et est destiné à être joué sur des appareils bas de gamme. Le jeu implique que les joueurs ne contrôlent que l'accélération et le freinage en appuyant et en relâchant un bouton ou un écran tactile; la direction est gérée automatiquement. Les joueurs peuvent également utiliser du nitro (NOS) pour augmenter la vitesse de leurs voitures sur une certaine durée.
À la suite de son annonce, Forza Street a été fortement critiqué pour son gameplay trop simpliste, son système énergétique limitant le gameplay et son utilisation prédatrice des microtransactions, les critiques qualifiant Street de tache sur la marque Forza, pourtant bien considérée.

## Accueil
| Jeu                     | Metacritic        |
| ----------------------- | ----------------- |
| Forza Motorsport        | 92 (Xbox)         |
| Forza Motorsport 2      | 90 (X360)         |
| Forza Motorsport 3      | 92 (X360)         |
| Forza Motorsport 4      | 91 (X360)         |
| Forza Horizon           | 85 (X360)         |
| Forza Motorsport 5      | 79 (XONE)         |
| Forza Horizon 2         | 86 (XONE)         |
| Forza Motorsport 6      | 87 (XONE)         |
| Forza Horizon 3         | 91 (XONE) 86 (PC) |
| Forza Motorsport 7      | 86 (XONE) 82 (PC) |
| Forza Horizon 4         | 92 (XONE) 88 (PC) |
| Forza Horizon 5         | 92 (XSX) 91 (PC)  |
| Forza Motorsport (2023) | 84 (XSX) 83 (PC)  |

En février 2010, les jeux Forza s'étaient vendus à plus de dix millions d'exemplaires. En décembre 2016, la série a rapporté plus de 1 milliard de dollars américains au détail,, faisant de Forza l'une des franchises de jeux vidéo les plus vendues. Plus de 14 millions de joueurs uniques étaient enregistrés dans la communauté Forza sur Xbox One et Windows 10 en décembre 2016.